# Parafia św. Wawrzyńca w Karczmiskach
Parafia Świętego Wawrzyńca w Karczmiskach – rzymskokatolicka parafia w Karczmiskach, należąca do archidiecezji lubelskiej i dekanatu Kazimierz Dolny. Została erygowana w 1374. Znajduje się przy ulicy Kościelnej.

## Obszar
Parafia obejmuje miejscowości: Chodlik, Czerwone Łąki-Kolonia, Jaworce-Kolonia, Karczmiska I, Karczmiska II, Karczmiska-Kolonia, Mieczysławka-Kolonia, Wymysłów.

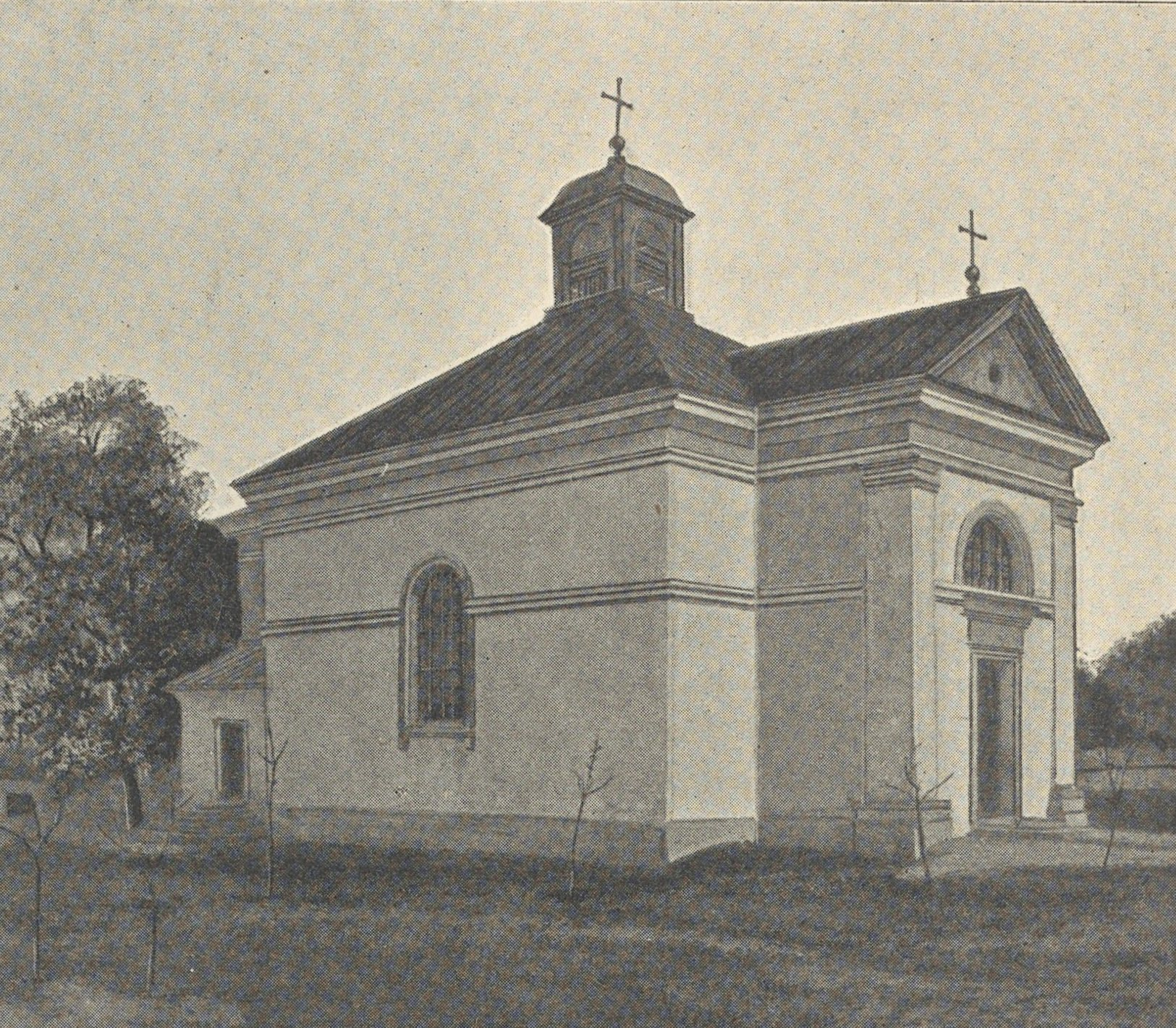
Kościół przed 1908